# Vệ sinh giấc ngủ

Khuyến nghị của Trung tâm Kiểm soát và Phòng ngừa Dịch bệnh (CDC) về thời lượng giấc ngủ cần thiết ở các độ tuổi khác nhau. Đảm bảo thời gian ngủ và chất lượng giấc ngủ tốt có thể giúp tránh gặp rối loạn giấc ngủ.

Vệ sinh giấc ngủ là một phương pháp thực hành hành vi và thực hành môi trường, được khuyến nghị nhằm giúp đỡ những người mất ngủ ở mức độ nhẹ đến trung bình cải thiện giấc ngủ. Phương pháp này được phát triển từ cuối thập niên 1970. Bác sĩ lâm sàng đánh giá vệ sinh giấc ngủ của những người mắc chứng mất ngủ và tình trạng sức khỏe khác, chẳng hạn như trầm cảm, và đưa ra khuyến nghị dựa trên đánh giá đó. Các khuyến nghị về vệ sinh giấc ngủ bao gồm: thiết lập lịch trình ngủ nghỉ đều đặn; tận dụng giấc ngủ ngắn một cách cẩn thận; không tập thể dục hoặc gây căng thẳng tâm lý quá gần giờ đi ngủ; hạn chế lo lắng; hạn chế tiếp xúc với ánh sáng trong thời gian trước khi ngủ; đứng dậy ra khỏi giường nếu không ngủ được; không sử dụng không gian trên giường vào việc gì khác ngoài ngủ và quan hệ tình dục; tránh sử dụng đồ uống có cồn, những sản phẩm chứa nicotin, caffeine và chất kích thích khác trước khi đi ngủ; sắp xếp sao cho môi trường ngủ yên tĩnh, thoải mái và đủ tối.
Tuy nhiên, tính đến  năm 2021, bằng chứng thực nghiệm về hiệu quả của việc vệ sinh giấc ngủ là "hạn chế và không thể kết luận" cho mẫu dân số nói chung và đối với những người điều trị mất ngủ nói riêng, mặc dù đây là phương pháp điều trị mất ngủ lâu đời nhất. Một tổng quan hệ thống của Học viện Y học Giấc ngủ Hoa Kỳ (AASM) kết luận rằng bác sĩ lâm sàng không nên kê đơn vệ sinh giấc ngủ cho bệnh nhân mất ngủ do có bằng chứng cho thấy đây là phương pháp không có hiệu quả và có khả năng làm trì hoãn quá trình điều trị đầy đủ, thay vào đó nên ưu tiên các liệu pháp hiệu quả như liệu pháp hành vi nhận thức cho chứng mất ngủ (CBT-i).

## Đánh giá
Đánh giá vệ sinh giấc ngủ là bước quan trọng để xác định liệu một cá nhân có rối loạn vệ sinh giấc ngủ hay không. Quá trình chẩn đoán được thực hiện bằng cách hỏi bệnh, trả lời bộ câu hỏi và viết nhật ký giấc ngủ, bệnh nhân cầm cuốn nhật ký này và ghi lại quá trình đi ngủ từ một đến hai tuần để có thêm dữ liệu. Ngoài ra còn có các cách đánh giá vệ sinh giấc ngủ được số hóa như hệ thống Sleep-EVAL, có thể được sử dụng trong quá trình chẩn đoán. Đây là bộ câu hỏi chứa 1543 lệnh hỏi, trình tự hỏi và số lượng câu hỏi được cá nhân hóa theo câu trả lời trước đó của từng bệnh nhân.
Kiến thức và thực hành vệ sinh giấc ngủ được đánh giá thông qua Chỉ số Vệ sinh Giấc ngủ (Sleep Hygiene Index), Thang đo thực hành và nhận thức về vệ sinh giấc ngủ (Sleep Hygiene Awareness and Practice Scale, SHAPS), hay Tự lượng giá vệ sinh giấc ngủ (Sleep Hygiene Self-Test). Đối với người trẻ tuổi, có thể đánh giá vệ sinh giấc ngủ bằng Thang đo vệ sinh giấc ngủ thanh thiếu niên (Adolescent Sleep Hygiene Scale) hoặc Thang đo vệ sinh giấc ngủ trẻ em (Children's Sleep Hygiene Scale).

## Khuyến nghị
Các bác sĩ lâm sàng sẽ chọn lựa những khuyến nghị nào thích hợp để cải thiện chất lượng giấc ngủ cho từng bệnh nhân và đưa ra lời tư vấn giáo dục sức khỏe.

### Lịch ngủ
Một tập hợp các khuyến nghị liên hệ đến thời gian cho giấc ngủ. Với người trưởng thành, ngủ ít hơn 7–8 giờ có liên quan đến sự suy giảm về sức khỏe thể chất và tinh thần, và do đó, một khuyến nghị vệ sinh giấc ngủ hàng đầu là đảm bảo đủ thời gian cho giấc ngủ. Bác sĩ lâm sàng khuyên những giờ ngủ này nên có được vào ban đêm thay vì giấc ngủ chợp mắt vào ban ngày, bởi vì mặc dù giấc ngủ ngắn có thể hữu ích sau khi thiếu ngủ, nhưng trong điều kiện bình thường, giấc ngủ ngắn có thể ảnh hưởng đến giấc ngủ vào ban đêm. Những tác động tiêu cực của giấc ngủ ngắn đối với giấc ngủ và hiệu suất ngủ đã được chứng minh là phụ thuộc vào thời lượng ngủ và thời gian ngủ ngắn, cụ thể là những giấc ngủ ngắn giữa trưa là ít gây gián đoạn nhất. Cũng nên chú trọng tầm quan trọng của việc thức dậy cùng một thời điểm vào mỗi sáng và nói chung nên có lịch trình ngủ đều đặn, hợp lý.

### Hoạt động
Tập thể dục là hoạt động có thể tạo điều kiện thuận lợi hoặc hạn chế chất lượng giấc ngủ; những người tập thể dục có chất lượng giấc ngủ tốt hơn những người không tập, nhưng tập thể dục quá muộn có thể làm trì hoãn giấc ngủ. Tăng cường tiếp xúc với ánh sáng, đặc biệt là ánh sáng tự nhiên vào ban ngày, và tránh ánh sáng mạnh trong vài giờ trước khi đi ngủ có thể giúp thúc đẩy chu trình thức-ngủ phù hợp với chu kỳ sáng-tối hàng ngày của tự nhiên.
Một số hoạt động có thể giúp giảm kích thích sinh lý và nhận thức giúp đưa con người vào giấc ngủ một cách dễ dàng hơn, như việc tham gia những hoạt động thư giãn trước khi đi ngủ. Ngược lại, việc tiếp tục duy trì những hoạt động công việc quan trọng hay là lập kế hoạch ngay trước khi đi ngủ hoặc cùng một lúc trên giường được chứng minh làm trì hoãn giấc ngủ. Tương tự như vậy, vệ sinh giấc ngủ tốt bao gồm giảm thiểu thời gian suy nghĩ về những lo lắng, nỗi bất an hay bất cứ điều gì gây cảm xúc khó chịu trong thời gian ngắn trước khi đi ngủ. Cố gắng ngủ một cách có chủ đích để thúc giục buồn ngủ có thể gây ra sự thất vọng, càng làm khó ngủ hơn. Khi gặp phải tình trạng này, nên ra khỏi giường và thử làm việc gì đó khác trong một khoảng thời gian ngắn.
Nói chung, đối với những người khó ngủ, việc dành ít thời gian trên giường hơn lại giúp giấc ngủ sâu hơn và liên tục hơn. Vì vậy bác sĩ lâm sàng sẽ thường xuyên khuyên không nên sử dụng không gian trên giường cho bất kỳ hoạt động nào ngoại trừ ngủ hoặc quan hệ tình dục.

### Thực phẩm và sử dụng chất
Một số loại thực phẩm và chất được phát hiện có thể gây rối loạn giấc ngủ do tác dụng kích thích hoặc gây rối loạn nhu cầu ăn uống. Hầu hết các chuyên gia vệ sinh giấc ngủ đều khuyên nên tránh nicotin, caffeine (gồm cà phê, nước tăng lực nước ngọt, trà, sô cô la và một số thuốc giảm đau) và chất kích thích khác trong vài giờ trước khi đi ngủ vì nhưng chất này kích hoạt hệ thống thần kinh duy trì sự tỉnh táo. Bác sĩ không khuyến khích uống rượu gần giờ đi ngủ, bởi lẽ mặc dù ban đầu rượu có thể gây buồn ngủ nhưng sự kích thích do quá trình chuyển hóa rượu trong cơ thể có thể làm gián đoạn giấc ngủ. Các sản phẩm thuốc lá trước khi đi ngủ cũng làm giảm chất lượng ngủ nghĩ do làm giảm thời lượng ngủ sâu, dẫn đến sự gián đoạn giấc ngủ và bồn chồn về đêm. Cả việc tiêu thụ một bữa ăn lớn ngay trước khi đi ngủ, đòi hỏi cơ thể phải nỗ lực chuyển hóa tất cả, và cơn đói cũng có liên quan đến giấc ngủ bị gián đoạn; bác sĩ lâm sàng khuyên bạn có thể ăn một bữa ăn nhẹ trước khi đi ngủ. Cuối cùng, hạn chế uống chất lỏng trước khi đi ngủ giúp hạn chế việc thức dậy để đi tiểu.

### Môi trường ngủ
Nên bố trí môi trường ngủ yên tĩnh, đủ tối và mát mẻ. Tiếng ồn, ánh sáng và nhiệt độ không phù hợp được chứng minh làm gián đoạn sự liên tục của giấc ngủ. Tiếp xúc với ánh sáng khi ngủ được chứng minh là gây mỏi mắt. Các khuyến nghị khác thường được đưa ra, mặc dù ít được nghiên cứu, bao gồm chọn nệm, giường và gối thoải mái, và đặt đồng hồ phòng ngủ ra khỏi tầm nhìn lúc nằm, nhằm tránh sự tập trung vào thời gian trôi qua khi cố gắng vào giấc ngủ.
Vào năm 2015, một tổng quan hệ thống các nghiên cứu về nệm đã kết luận rằng nệm có độ cứng vừa phải, độ căng tùy vào cảm nhận mỗi người là tốt nhất để giảm đau cột sống và điều chỉnh tư thế cột sống phù hợp.

## Hiệu quả
Nghiên cứu về vệ sinh giấc ngủ sử dụng các khuyến cáo vệ sinh giấc ngủ khác nhau. Tính đến  năm 2014, các bằng chứng nhằm chứng minh rằng "việc cải thiện vệ sinh giấc ngủ giúp cải thiện chất lượng giấc ngủ" vẫn còn yếu, chưa đủ để kết luận. Hầu hết nghiên cứu về nguyên tắc vệ sinh giấc ngủ đều lấy mẫu ở cơ sở khám chữa bệnh và cần có nhiều nghiên cứu hơn về mẫu dân cư ở cộng đồng.
Mức độ bằng chứng trong nghiên cứu là cách để củng cố độ tin cậy cho từng khuyến cáo. Một số khuyến cáo được nhiều nghiên cứu ủng hộ, như là tác động tiêu cực của môi trường ngủ ồn ào, uống rượu trước khi ngủ, tập thể dục hay stress tinh thần trước khi ngủ, cố gắng đi ngủ quá mức khi không ngủ được. Và vẫn còn một số khuyến cáo vệ sinh giấc ngủ vẫn còn thiếu bằng chứng, chẳng hạn như khuyến cáo mua một tấm nệm thoải mái hơn, không cho đồng hồ vào phòng ngủ, không được lo lắng và hạn chế uống chất lỏng trước khi đi ngủ. Một số khuyến nghị như tác động của việc ngủ ngắn hoặc tập thể dục lên giấc ngủ thì cần có nhiều bằng chứng phức tạp hơn. Ví dụ, tác động của việc ngủ ngắn có vẻ như phụ thuộc vào độ dài và thời gian ngủ trưa, kết hợp với thời lượng giấc ngủ tích lũy mà một cá nhân đã có trong những đêm gần nhất.
Có bằng chứng cho thấy những người tuân theo nhiều khuyến nghị về vệ sinh giấc ngủ có kết quả giấc ngủ tích cực. Tuy nhiên, chưa có bằng chứng nào cho thấy việc không tuân theo vệ sinh giấc ngủ có thể góp phần gây ra mất ngủ.
Mặc lượng bằng chứng vẫn chưa đủ để thuyết phục rằng vệ sinh giấc ngủ đơn thuần có hiệu quả trong điều trị mất ngủ, nhưng một số nghiên cứu đã cho thấy bệnh nhân có cải thiện tình trạng mất ngủ khi được giáo dục về vệ sinh giấc ngủ kết hợp với thực hành liệu pháp hành vi nhận thức.
Năm 2021, Học viện Y học Giấc ngủ Hoa Kỳ công bố một tổng quan hệ thống về các liệu pháp hành vi và kết luận rằng họ "không ủng hộ việc sử dụng vệ sinh giấc ngủ như một liệu pháp độc lập để điều trị mất ngủ mạn tính" vì "bằng chứng gần đây cho thấy rằng chỉ sử dụng một phương pháp này không cho ra được kết quả điều trị khả quan". Họ cũng khuyên nên giáo dục các bác sĩ lâm sàng không nên khuyến nghị vệ sinh giấc ngủ cho bệnh nhân vì có thể gây ra "sự chậm trễ trong việc triển khai các liệu pháp hiệu quả, [sự chậm trễ này] có thể làm cho các triệu chứng mất ngủ tiếp diễn hoặc trở nên trầm trọng hơn". Hơn nữa, việc khuyến nghị như vậy có thể làm cho bệnh nhân mất động lực tuân theo các phương pháp điều trị khác, khi mà họ đã phải chịu đựng một quá trình can thiệp không hiệu quả trong quá khứ. Không thể tiến hành phân tích mạng lưới về tính hiệu quả của từng mục cụ thể trong vệ sinh giấc ngủ, nguyên nhân là do lời khuyên vệ sinh giấc ngủ là không đồng nhất, và thiếu báo cáo hệ thống về nội dung cũng như phương pháp thực hiện nghiên cứu.

## Một số đối tượng cụ thể
Vệ sinh giấc ngủ là nội dung trọng yếu của liệu pháp hành vi nhận thức cho chứng mất ngủ (CBT-i). Các rối loạn giấc ngủ cụ thể có thể yêu cầu thêm những phương pháp điều trị bổ sung. Việc khó ngủ trường diễn cần sự hỗ trợ của hệ thống chăm sóc sức khỏe.
Sinh viên đại học có nguy cơ rơi vào tình trạng vệ sinh giấc ngủ kém và cũng không nhận thức được hậu quả của việc thiếu ngủ. Do thời khóa biểu hàng tuần thường xuyên thay đổi và sống trong khuôn viên trường, sinh viên đại học có thể có chu trình ngủ-thức khác nhau trong tuần, đánh một giấc ngủ ngắn, uống cà phê hoặc rượu gần giờ đi ngủ và ngủ trong môi trường khó ngủ. Vì lẽ đó mà các nhà nghiên cứu khuyến nghị nên giáo dục vệ sinh giấc ngủ trong khuôn viên trường đại học. Ví dụ, Đại học Harvard yêu cầu tất cả sinh viên năm thứ nhất sắp nhập học phải tham gia một khóa học trực tuyến ngắn về chủ đề này trước khi học kỳ bắt đầu.
Tương tự, những người làm việc theo ca gặp khó khăn trong việc duy trì chu trình ngủ-thức lành mạnh do làm việc ban đêm hoặc giờ làm việc không đều đặn. Những người làm việc theo ca cần có chiến lược về việc sử dụng giấc ngủ ngắn và uống caffeine, vì những thực hành này có thể cần thiết để đảm bảo năng suất và an toàn khi làm việc, nhưng cần phải tính toán thời gian cẩn thận. Bởi vì những người làm việc theo ca cần đi ngủ trong khi những người khác còn thức, nên tạo ra môi trường ngủ ít xáo trộn như là tắt điện thoại và dán biển báo trên cửa phòng ngủ để thông báo cho người khác rằng họ đang ngủ.
Ngoài ra, địa vị kinh tế xã hội thường là yếu tố quyết định khả năng tiếp cận dịch vụ chăm sóc dẫn đến sức khỏe. Những người có địa vị thấp có thể bị hạn chế điều kiện sống và chất lượng sống. Tình trạng kinh tế góp phần gây ra stress. Giấc ngủ là cơ chế sinh học, tâm lý xã hội giúp giải tỏa stress ở mức độ vừa phải. Tuy nhiên, mức độ stress nặng sẽ ảnh hưởng đến não bằng cách làm gián đoạn nhịp sinh học, nghĩa là càng stress thì càng gây rối loạn giấc ngủ. Như vậy, địa vị kinh tế xã hội và chất lượng ngủ có mối quan hệ nghịch đảo: người có địa vị thấp thường bị ngủ không đủ giấc và giảm chất lượng giấc ngủ. Ánh sáng và tiếng ồn ảnh hưởng đáng kể đến giấc ngủ. Tiếp xúc với ánh sáng sẽ làm gián đoạn nhịp sinh học tự nhiên của cơ thể. Ở nhóm có địa vị thấp, thời gian làm việc kéo dài và không thường xuyên có thể khiến cho người đó phải cố gắng ngủ vào ban ngày, làm gián đoạn đáng kể những lợi ích sinh lý có được từ giấc ngủ. Ngoài ra, các khu đô thị có thể có nhiều tiếng ồn, tội phạm và bạo lực vào ban đêm. Ở những khu vực này, cơ thể sẽ luôn đặt trong trạng thái sinh tồn, giải phóng cortisol và adrenaline. Đây là những chất gây cản trở giấc ngủ.
Do khí sắc trầm và luôn cảm thấy ít năng lượng, những bệnh nhân bị trầm cảm có thể có những hành vi đi ngược lại việc vệ sinh giấc ngủ tốt, chẳng hạn như ngủ gà ngủ gật cả ngày, uống rượu gần giờ đi ngủ và sử dụng một lượng lớn caffeine trong ngày. Ngoài việc giáo dục vệ sinh giấc ngủ, liệu pháp ánh sáng mạnh có thể là phương pháp điều trị hữu ích cho những người bị trầm cảm và rối loạn nhịp sinh học. Liệu pháp ánh sáng buổi sáng không chỉ có thể giúp thiết lập chu trình ngủ-thức tốt hơn mà còn được chứng minh là có hiệu quả trong việc điều trị trực tiếp trầm cảm, đặc biệt là khi liên quan đến chứng rối loạn cảm xúc theo mùa.
Những người khó thở do hen phế quản hoặc dị ứng có thể gặp thêm các rào cản đối với chất lượng giấc ngủ. Cần có cách đối phó cụ thể để đảm bảo vệ sinh giấc ngủ. Khó thở gây gián đoạn giấc ngủ, làm giảm khả năng duy trì giấc ngủ và đạt được giấc ngủ ngon. Phải để ý đến sự hiện diện của những dị nguyên tiềm ẩn trong môi trường phòng ngủ, những thứ có thể gây dị ứng hoặc làm khởi phát cơn hen. Những loại thuốc có thể cải thiện khả năng thở khi ngủ cũng có thể làm giảm chất lượng giấc ngủ, do đó phải cân nhắc cẩn thận khi sử dụng thuốc thông mũi, thuốc kiểm soát cơn hen và thuốc kháng histamin.

## Thực hiện vệ sinh giấc ngủ
Chiến lược vệ sinh giấc ngủ là đảm bảo mối tương quan thời gian ngủ, lượng thức ăn nạp vào cơ thể với việc tập thể dục và môi trường ngủ. Các khuyến nghị được cá thể hóa, phụ thuộc vào nhận thức của bệnh nhân; tư vấn là một hình thức giáo dục sức khỏe.
Khi sự chú ý đến vai trò của vệ sinh giấc ngủ trong việc thúc đẩy sức khỏe cộng đồng ngày càng tăng, số lượng bài viết trên các tờ báo và trên internet cũng tăng theo. Tổ chức Giấc ngủ Quốc gia (National Sleep Foundation) và Khoa Y học Giấc ngủ tại Trường Y Harvard tạo ra trang web hướng dẫn vệ sinh giấc ngủ, chẳng hạn như mẹo vệ sinh giấc ngủ, video hướng dẫn, tự lượng giá vệ sinh giấc ngủ, thăm dò ý kiến số liệu thống kê về vệ sinh giấc ngủ và các công cụ nhằm giúp người dùng tiếp cận được với chuyên gia về giấc ngủ. Năm 2013, Trung tâm Kiểm soát và Phòng ngừa Dịch bệnh Hoa Kỳ và Học viện Y học Giấc ngủ Hoa Kỳ đã hợp tác để điều phối Dự án Quốc gia về Nâng cao Nhận thức Giấc ngủ Khỏe mạnh (National Healthy Sleep Awareness Project), nhằm nâng cao nhận thức về vệ sinh giấc ngủ.
Tại Hoa Kỳ, thời gian làm việc dài và không đều đặn góp phần gây nên sự chênh lệch về sức khỏe giấc ngủ. Chính quyền địa phương có thể quy định giờ làm việc đối với những cơ quan sử dụng nhiều lao động sống trong gia đình thu nhập thấp. Ngoài ra, nghề nghiệp cũng ảnh hưởng đến khả năng tiếp cận dịch vụ chăm sóc sức khỏe. Bác sĩ trong những cộng đồng này nên ủng hộ việc bảo hiểm chi trả cho các dịch vụ chăm sóc liên quan đến giấc ngủ. Khám chữa bệnh từ xa (telemedecine) là một phương pháp đầy hứa hẹn được đề xuất nhằm giảm bớt các rào cản đối với việc chăm sóc sức khỏe giấc ngủ: loại bỏ rào cản đi lại và tiết kiệm chi phí y tế hơn. Đo biểu đồ của động (actigraphy) có thể là phương pháp tiết kiệm chi phí để chẩn đoán chứng rối loạn giấc ngủ. Ngoài ra, việc cải tạo quy hoạch đô thị cho khu dân cư cũng là một cách để giảm thiểu ô nhiễm tiếng ồn: tạo dựng không gian khuyến khích người đi bộ. Những không gian đi bộ này chỉ được thực hiện khi khu dân cư đủ độ an toàn.

## Lịch sử
Năm 1939, Nathaniel Kleitman là người đầu tiên giới thiệu thuật ngữ vệ sinh giấc ngủ. Một cuốn sách xuất bản năm 1977 của nhà tâm lý học Peter Hauri đã đưa ra khái niệm này trong bối cảnh y học giấc ngủ hiện đại.:289 Trong cuốn sách này, Hauri phác thảo một danh sách các quy tắc hành vi cải thiện giấc ngủ. Paolo Mantegazza cũng đề cập đến nội dung tương tự trên trong cuốn sách vào năm 1864. Ấn bản năm 1990 của Phân loại quốc tế về rối loạn giấc ngủ (ICSD) đã bổ sung danh mục chẩn đoán "Vệ sinh giấc ngủ không đầy đủ" (Inadequate Sleep Hygiene). "Vệ sinh giấc ngủ không đầy đủ" là một phân loại phụ của Rối loạn mất ngủ mạn tính trong ICSD-II xuất bản năm 2005; tuy nhiên chẩn đoán này đã bị loại bỏ trong phiên bản ICSD-III năm 2014. "Vệ sinh giấc ngủ không đầy đủ" không còn cần thiết để chẩn đoán bất kỳ rối loạn giấc ngủ nào, bao gồm cả chứng mất ngủ và hội chứng ngủ không đủ giấc (hội chứng thiếu ngủ, insufficient sleep syndrome).
Các khuyến nghị cụ thể về vệ sinh giấc ngủ thay đổi theo thời gian. Thật vậy, lời khuyên như là "tránh dùng thuốc ngủ" giờ đây lại trở thành khuyến cáo nên dùng thuốc từ sớm. Nhưng khi trên thị trường ngày càng có nhiều loại thuốc hỗ trợ giấc ngủ, các khuyến nghị liên quan đến việc chọn thuốc ngày càng trở nên phức tạp.